# Gecse, Veszprém
Gecse  este un sat în districtul Pápa, județul Veszprém, Ungaria, având o populație de 415 locuitori (2011). 

## Demografie
Componența etnică a satului Gecse
     Maghiari (98,24%)
     Germani (1,76%)
Componența confesională a satului Gecse
     Romano-catolici (46,02%)
     Luterani (30,36%)
     Reformați (3,86%)
     Fără religie (1,93%)
     Necunoscută (17,83%)
Conform recensământului din 2011, satul Gecse avea 415 locuitori. Din punct de vedere etnic, majoritatea locuitorilor (98,24%) erau maghiari, cu o minoritate de germani (1,76%). Nu există o religie majoritară, locuitorii fiind romano-catolici (46,02%), luterani (30,36%), reformați (3,86%) și persoane fără religie (1,93%). Pentru 17,83% din locuitori nu este cunoscută apartenența confesională.